# 吉田耕三
吉田 耕三（よしだ こうぞう、1915年 - 2013年）は、日本の美術評論家。
神奈川県横浜市出身。日本画家の速水御舟の甥。御舟から日本画を学び、御舟の日本画の鑑定人を務める。現代陶芸の旗手といわれた加守田章二の才能を認める。陶芸の公募展・日本陶芸展創設を企画する。

## 略歴
東京美術学校（現・東京藝術大学）日本画科卒業。復員後、世界的な陶磁学者で陶芸家・小山富士夫の助手となり、その後、東京帝室博物館（現・東京国立博物館）陶磁器主任で、陶磁器の批評と収集の天才といわれる北原大輔、人間国宝・荒川豊蔵、百五銀行頭取で陶芸作家・川喜田半泥子から焼き物に関する学問と技術を学ぶ。北大路魯山人の弟子でもある。
東京国立近代美術館の創立時から勤務して日本画と工芸を担当し、総括主任研究官などを歴任。日本伝統工芸展鑑査委員、日本陶芸展運営委員・審査員を務める。

## 主な著書
- 速水御舟（学研、1992年）
- 加守田章二の芸術（世界文化社、1994年）
- 速水御舟大成（小学館、1999年）